# Roberto Peccei
Roberto Daniele Peccei (Torino, 6 gennaio 1942 – Los Angeles, 1º giugno 2020) è stato un fisico italiano.

## Biografia
Figlio di Aurelio Peccei, frequentò le scuole secondarie in Argentina, per poi recarsi nel 1958 negli Stati Uniti per intraprendere gli studi di fisica, ottenendo il dottorato al MIT nel 1969.
Dopo un periodo presso l'università di Washington, nel 1971 passò alla Stanford University, dove nel 1977 formulò con Helen Quinn la omonima teoria sulla conservazione della simmetria CP nell'interazione forte (cosiddetto problema della CP forte).
Dal 1978 lavorò in Europa presso il Max Planck Institute e nel 1984 divenne direttore della sezione di fisica teorica del DESY ad Amburgo.
Nel 1989 ritornò negli Stati Uniti presso l'Università della California - Los Angeles, dove fu capo del dipartimento di fisica fino al 1993, successivamente "prorettore" e infine professore emerito di fisica teorica delle particelle. Fu membro dei comitati di ricerca del MIT e della UCLA e di quelli scientifici di importanti riviste internazionali di fisica. Nel 2013 ricevette, insieme ad Helen Quinn, il premio Sakurai.
Fu vicepresidente del Club di Roma.